# Julián Fernández (calciatore 1995)
Julián Rodrigo Fernández (Buenos Aires, 22 marzo 1995) è un calciatore argentino, centrocampista del Palestino.

## Caratteristiche tecniche
È un centrocampista difensivo.

## Carriera
Cresciuto nelle giovanili dell'All Boys, debutta in prima squadra il 23 giugno 2013 nel match perso 4-0 contro l'Arsenal Sarandí.

## Palmarès

### Club

#### Competizioni nazionali
- Copa Chile: 1

Palestino: 2018